# Truciec

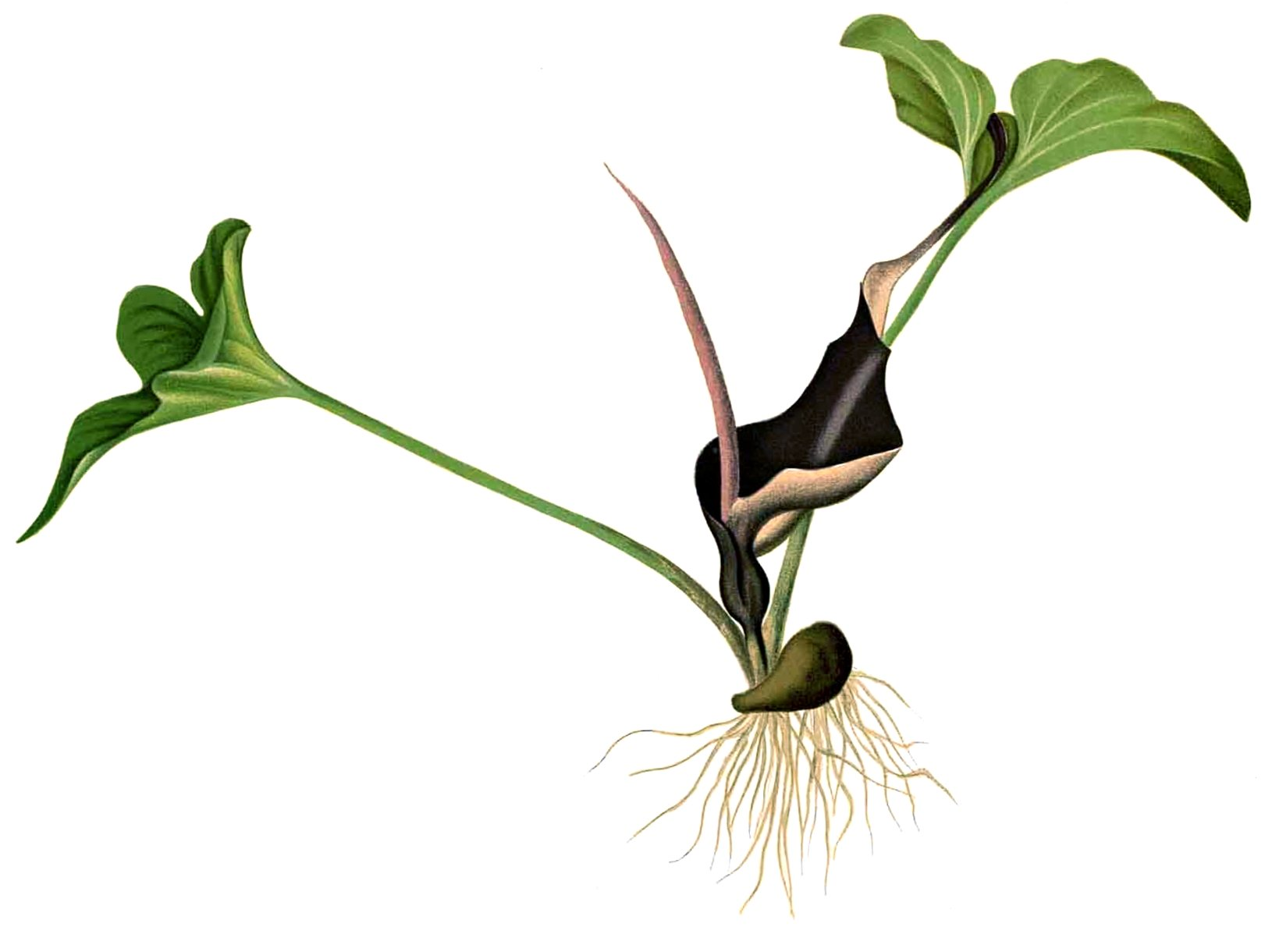
Typhonium roxburghii

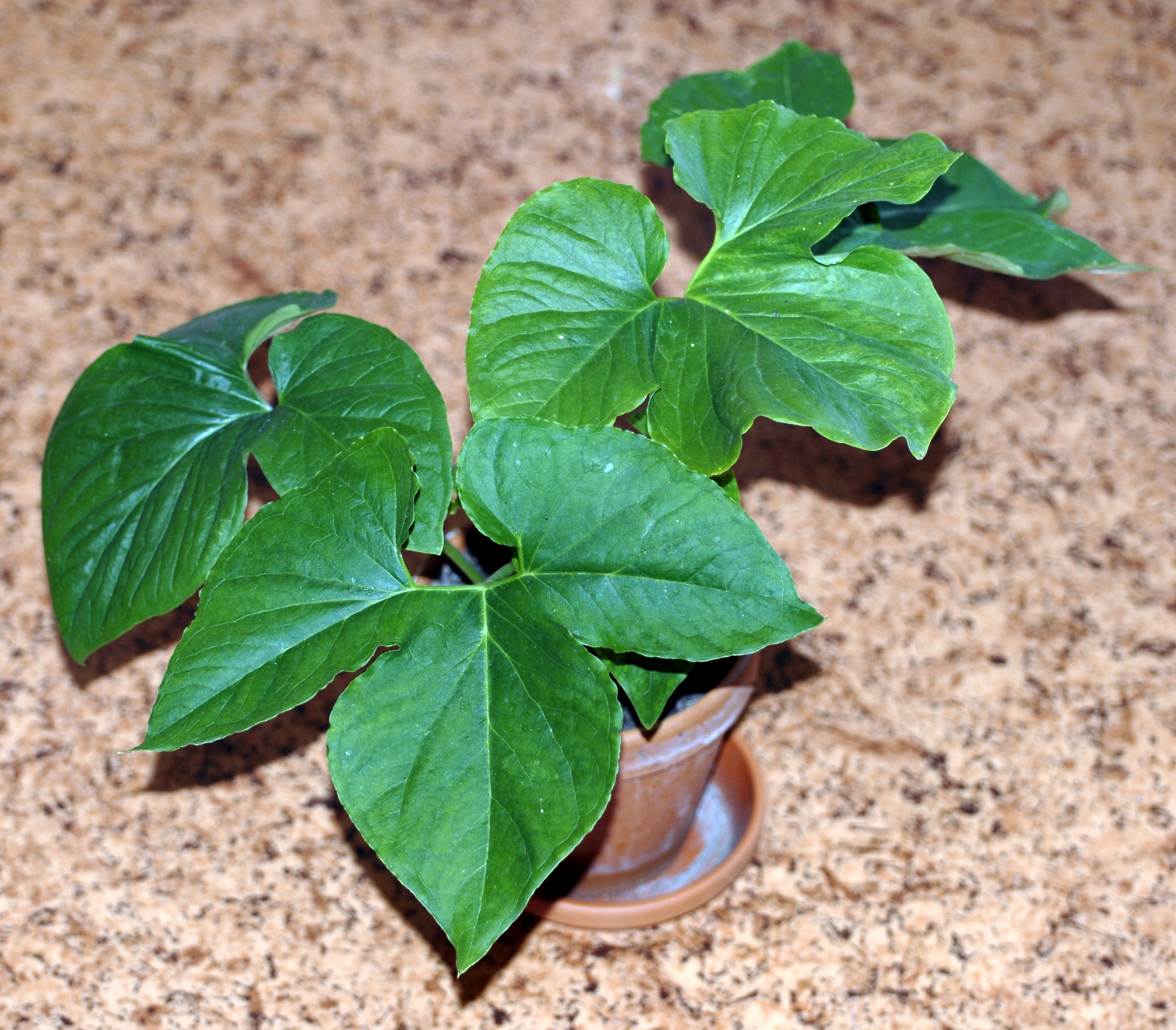
Typhonium varians

Truciec (Typhonium Schott) – rodzaj wieloletnich geofitów ryzomowych, należący do rodziny obrazkowatych, liczący w zależności od ujęcia od 63 do 76 gatunków pochodzących z tropikalnych rejonów Afryki oraz obszaru od Półwyspu Arabskiego do Mongolii i Australii, gdzie zasiedla nizinne łąki i turzyce, lasy suche, lasy deszczowe, wzgórza, brzegi strumieni i brzegi dróg. Liczba chromosomów 2n wynosi od 8 do 160.

## Morfologia
PokrójNiewielkie rośliny zielne.
ŁodygaZgrubiała, niemal kulista bulwa pędowa albo płożące lub wzniesione kłącze.
LiścieRośliny tworzą kilka liści, z długim ogonkiem, tworzącym u nasady pochwę. Blaszki liściowe przeważnie proste i strzałkowate, oszczepowate lub trójklapowe.
KwiatyRośliny jednopienne, tworzące pojedynczy kwiatostan typu kolbiastego pseudancjum. Szypułka, krótsza od ogonka liściowego, wyrasta z pochwy liściowej. Pochwa kwiatostanu w dolnej części o zwiniętych brzegach, tworząca okrągło-jajowatą komorę, z zewnątrz zieloną, oddzieloną od górnej części pochwy zwężeniem. Górna część pochwy jest flagowata, szeroko jajowata do lancetowatej, często czerwonawa doosiowo. Kolba kwiatostany dzieli się na pięć odcinków: (od dołu): kwiaty żeńskie, prątniczki, naga szczelina, kwiaty męskie i wyrostek. Kwiaty żeńskie siedzące; zalążnie jednokomorowe, zawierające bazanie położony, pojedynczy (do kilku), ortotropowy zalążek. Prątniczki główkowate, maczugowate, szydłowate lub nitkowate. Kwiaty męskie siedzące, 1-3-pręcikowe, wolne, z pylnikami otwierającymi się przez boczną szczelinę lub wierzchołkowy otworek. Wyrostek kolby trzonkowaty i wydłużony.
OwoceOwocostan składa się z zielonych lub białawych jagód o soczystej owocni, zawierających od jednego do kilku nasion.
Gatunki podobnePrzedstawiciele rodzaju pałczycha, o wachlarzowatopalczastej blaszce liściowej i zrośniętych brzegach komory pochwy kwiatostanu, rodzaju Theriophonum, o większej liczbie zalążków położonych bazalnie lub przywierzchołkowo, rodzaju Eminium, o złożonej blaszce liściowej, wielonasiennych jagodach o zwartej owocni i kwiatostanie nie wyrastającym całkowicie ponad poziom podłoża i rodzaju Biarum, o kwiatostanie nie zwężonym, nie wyrastającym całkowicie ponad poziom podłoża.

## Nazewnictwo
Toponimia nazwy naukowejNazwa naukowa pochodzi od mitycznego Tyfona, zionącego ogniem, stugłowego potwora z mitologii greckiej. Została zbudowana z końcówką deminutywną dodaną do jego imienia lub pochodzi od nawiązującego do mitologii, greckiego słowa τυφώνιος (typhonios – pomieszany, niespokojny, wzburzony). Nazwa Typhonium została użyta po raz pierwszy w pracach Dodoensa.
Synonimy taksonomiczne
- Desmesia Raf.
- Heterostalis (Schott) Schott
- Jaimenostia Guinea & Gómez Mor. in E.Guinea
- Lazarum A.Hay

## Systematyka
Rodzaj należy do plemienia Areae, podrodziny Aroideae z rodziny obrazkowatych.
Gatunki
| - Typhonium acetosella Gagnep. - Typhonium adnatum Hett. & Sookchaloem - Typhonium albidinervum C.Z.Tang & H.Li - Typhonium albispathum Bogner - Typhonium alismifolium F.Muell. - Typhonium alpinum C.Y.Wu ex H.Li * - Typhonium angustilobum F.Muell. - Typhonium bachmaense V.D.Nguyen & Hett. - Typhonium baoshanense Z.L.Dao & H.Li - Typhonium blumei Nicolson & Sivad. - Typhonium bognerianum J.Murata & Sookchaloem - Typhonium brevipes Hook.f.* - Typhonium brevipilosum Hett. & Sizemore * - Typhonium brownii Schott - Typhonium bulbiferum Dalzell - Typhonium circinnatum Hett. & J.Mood - Typhonium cochleare A.Hay - Typhonium conchiforme Hett. & A.Galloway - Typhonium digitatum Hett. & Sookchaloem - Typhonium diversifolium Wall. ex Schott * - Typhonium echinulatum Hett. & Sookchaloem - Typhonium eliosurum (F.Muell. ex Benth.) O.D.Evans - Typhonium filiforme Ridl. - Typhonium flagelliforme (Lodd.) Blume - Typhonium fultum Ridl. - Typhonium gagnepainii J.Murata & Sookchaloem - Typhonium gallowayi Hett. & Sookchaloem - Typhonium gaoligongense (J.C.Wang & H.Li) Hett. & P.C.Boyce * - Typhonium giganteum Engl. * - Typhonium glaucum Hett. & Sookchaloem - Typhonium gracile (Roxb.) Schott - Typhonium griseum Hett. & Sookchaloem - Typhonium hayatae Sriboonma & J.Murata - Typhonium hirsutum (S.Y.Hu) J.Murata & Mayo * - Typhonium horsfieldii (Miq.) Steenis * - Typhonium huense Nguyen & Croat - Typhonium hunanense H.Li & Z.Q.Liu - Typhonium inopinatum Prain | - Typhonium jinpingense Z.L.Wang - Typhonium johnsonianum A.Hay & S.M.Taylor - Typhonium jonesii A.Hay - Typhonium laoticum Gagnep. - Typhonium liliifolium F.Muell. ex Schott - Typhonium lineare Hett. & V.D.Nguyen - Typhonium listeri Prain - Typhonium medusae Hett. & Sookchaloem - Typhonium mirabile (A.Hay) A.Hay - Typhonium nudibaccatum A.Hay - Typhonium omeiense H.Li * - Typhonium orbifolium Hett. & Sookchaloem - Typhonium pedatisectum Gage - Typhonium pedunculatum Hett. & Sookchaloem - Typhonium peltandroides A.Hay - Typhonium penicillatum V.D.Nguyen & Hett. - Typhonium pottingeri Prain - Typhonium praetermissum A.Hay - Typhonium pusillum Sookchaloem - Typhonium reflexum Hett. & Sookchaloem - Typhonium roxburghii Schott - Typhonium russell-smithii A.Hay - Typhonium sagittariifolium Gagnep. - Typhonium saraburiensis Sookchaloem - Typhonium sinhabaedyae Hett. & A.Galloway - Typhonium stigmatilobatum V.D.Nguyen - Typhonium subglobosum Hett. & Sookchaloem - Typhonium taylorii A.Hay - Typhonium tentaculatum Hett. * - Typhonium trifoliatum F.T.Wang & H.S.Lo ex H.Li - Typhonium trilobatum (L.) Schott – truciec trójłatowy - Typhonium tubispathum Hett. & A.Galloway - Typhonium varians Hett. & Sookchaloem - Typhonium venosum (Dryand. ex Aiton) Hett. & P.C.Boyce * - Typhonium violifolium Gagnep. - Typhonium watanabei J.Murata - Typhonium weipanum A.Hay - Typhonium wilbertii A.Hay |

* W kwietniu 2010 opublikowane zostały wyniki badań filogenetycznych rodzaju Typhonium (Cusimano et al.), na podstawie których rodzaj podzielono na 3 klady: Typhonium, Typhonium klad australijski (dawny rodzaj Lazarum) i Sauromatum. Rodzaj Sauromatum (pałczycha) wyodrębniono z rodzaju Typhonium), klasyfikując do niego 9 gatunków. Rodzaj ten był uznawany za synonim taksonomiczny Typhonium od roku 2000. W czerwcu 2010 ukazały się wyniki badań filogenetycznych rodzaju Typhonium przeprowadzone przez inny zespół (Ohi-Toma et al.). Na ich podstawie rodzaj Typhonium podzielono na 5 kladów: Typhonium sensu stricto oraz 4 odrębne rodzaje: Sauromatum, Diversiarum, Hirsutiarum i Pedatyphonium, do których zaklasyfikowano 8 gatunków Typhonium. Niektóre gatunki Typhonium zostały zakwalifikowane inaczej przez oba zespoły badawcze:
| Dotychczasowa nazwa gatunku | Nazwa według Cusimano et al. (04.2010) | Nazwa według Ohi-Toma et al. (06.2010)                                                              |
| --------------------------- | -------------------------------------- | --------------------------------------------------------------------------------------------------- |
| Typhonium brevipes          | Sauromatum brevipes                    | nie badany                                                                                          |
| Typhonium gaoligongense     | Sauromatum gaoligongense               | nie badany                                                                                          |
| Typhonium giganteum         | Sauromatum giganteum                   | Sauromatum giganteum                                                                                |
| Typhonium tentaculatum      | Sauromatum tentaculatum                | nie badany                                                                                          |
| Typhonium alpinum           | nie badany                             | Diversiarum alpinum                                                                                 |
| Typhonium omeiense          | nie badany                             | Pedatyphonium omeiense                                                                              |
| Typhonium horsfieldii       | Sauromatum horsfieldii                 | Pedatyphonium horsfieldii Pedatyphonium larsenii Pedatyphonium kunmingense Pedatyphonium calcicolum |
| Typhonium brevipilosum      | Sauromatum brevipilosum                | Hirsutiarum brevipilosum                                                                            |
| Typhonium diversifolium     | Sauromatum diversifolium               | Diversiarum diversifolium                                                                           |
| Typhonium hirsutum          | Sauromatum hirsutum                    | Hirsutiarum hirsutum                                                                                |
| Typhonium venosum           | Sauromatum venosum                     | Sauromatum giganteum                                                                                |

Podział rodzaju według Englera (1920)
- sekcja Heterostalis – prątniczki o maczugowatej nasadzie (T. diversifolium, T. giganteum, T. horsfieldii, T. flagelliforme),
- sekcja Eutyphonium – prątniczki cylindryczne, z nitkowatym lub szydłowatym wierzchołkiem, nigdy maczugowate (m.in. T. brownii, T. bulbiferum, T. fultum, T. inopinatum, T. roxburghii, T. trilobatum).

## Zastosowanie
Rośliny jadalneW Indiach spożywane są bulwy i liście gatunków Typhonium bulbiferum i T. roxburghii.
Rośliny leczniczeZ roślin z gatunku T. flagelliforme produkowane są leki ziołowe, mające działać na urazy, obrzęki, kaszel, schorzenia płuc, krwawienia i nowotwory. W 2008 roku potwierdzono badaniami, że ekstrakt z bulw T. flagelliforme zawiera składniki o silnym działaniu antybakteryjnym i antyoksydacyjnym. W badaniach przeprowadzonych w 2010 roku wykazano, że aktywnymi składnikami fitochemicznymi odpowiedzialnymi za właściwości lecznicze tej rośliny są głównie alkaloidy i flawonoidy.
W 2006 roku potwierdzono, że lektyny zawarte w bulwach T. divaricatum działają przeciwko ludzkim komórkom nowotworowym oraz wykazują działanie antywirusowe przeciwko HSV-II.
Rośliny ozdobneZ uwagi na atrakcyjne kwiatostany kilka gatunków Typhonium jest okazjonalnie uprawianych jako rośliny pokojowe lub ogrodowe. Najpopularniejszymi gatunkami uprawnymi są Typhonium roxburghii i Typhonium trilobatum.